# 当代中国史研究
《当代中国史研究》是1994年创办的雙月刊，由中国社会科学院主管、当代中国研究所主办，当代中国出版社负责出版。《当代中国史研究》是研究中华人民共和国历史（即当代中国史）的学术期刊，为大16开本，每期正文128页，平均约22万字。《当代中国史研究》实行编辑部三审制、双向匿名审稿制。该刊被收入中国人文社会科学核心期刊、中文社会科学引文索引。刊名为陈云题写。